# Andreas Gilbertsson
Andreas ”Adde” Gilbertsson, född 1976, är en svensk beachvolleybollspelare.

## Biografi
Gilbertsson utsågs 2000 till "Årets genombrott" i beachvolleyboll av Svenska Volleybollförbundet. Tillsammans med Robert Svensson blev Gilbertsson svensk mästare i beachvolleyboll 2001 och 2004.